# Îmbogățire fără justă cauză
În drept, îmbogățirea fără justă cauză face referire la permiterea unei persoane (fizică sau juridică), care a îndeplinit fără motiv o obligație și care a avut deci de pierdut, să ceară o rambursare din partea celei căreia a avut de câștigat pe seama muncii sale. Acest principiu ține de dreptul civil și are ca scop prevenirea îmbogățirii nejustificate.